# 科塔瓦西區

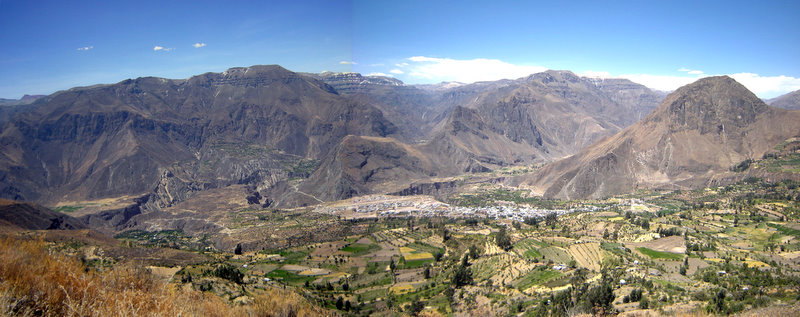

科塔瓦西區（西班牙語：Distrito de Cotahuasi），是秘魯的一個區，位於該國南部阿雷基帕大區的拉烏尼翁省，始建於1825年6月22日，面積166.5平方公里，海拔高度2,683米，2005年人口2,974，人口密度每平方公里18人。